# 上海申鑫足球俱乐部
上海申鑫足球俱乐部，是一家位于中国上海的职业足球俱乐部，主场设于金山区金山足球场。2003年1月24日成立于上海市闸北区，俱乐部曾使用名称上海金贸、上海衡源、南昌八一衡源、南昌衡源。俱乐部收购八一U19后曾暂时将主场设在南昌八一体育场并于2009年升入中国足球超级联赛。2012年回迁上海，並更名為上海申鑫。2012年11月，俱乐部注册地正式变更回上海。2020年2月3日17點，中甲、中乙和中冠聯賽俱樂部提交《2019年俱樂部全額支付教練員、運動員、工作人員工資獎金確認表》的工作已結束，上海申鑫未提交後退出中國足球聯賽系統。

## 俱乐部历史

### 建队闸北 (2003年)
2003年初，上海闸北区体育局下属的精文足球学校不少学员即将毕业，于是闸北区体育局决定以精文足球学校的学员为班底，组建俱乐部参加当年的全国足球乙级联赛，以解决学员的出路问题。在副局长边海宝的运作下，与闸北区国资企业上海金贸资产管理公司董事长傅伟民达成共识，由金贸出资、精文出人、闸北体育场提供场地共同组建了上海金贸足球俱乐部。但在联赛开赛前，上海金贸接到上级主管单位的指示，从俱乐部控股位置退出。上海衡源企业发展有限公司及时接手了俱乐部，形成了上海衡源控股，上海金贸、闸北体育局、闸北体育场为股东的新俱乐部——上海衡源足球俱乐部，确保了球队能顺利参加联赛。
2003年底，在闸北区体育局的引荐下，上海衡源足球俱乐部与南昌市体育局有了接触。

### 暂迁南昌 (2004-2011年)
2004年初，上海衡源足球俱乐部出资买下解放军八一青年队，并将主场移至南昌八一体育场。

#### 西迁南昌与中甲联赛 (2004-2007年)
2003年底，享誉中国足坛的劲旅八一足球俱乐部由于战绩、体制、资金等种种原因宣布解散，上海衡源足球俱乐部随后收购了八一队19岁以下青年队，并且迁往江西南昌。
新组建的南昌八一衡源足球俱乐部在2004年4月2日正式成立。同年俱乐部就参加了乙级联赛，最终止步于八强，被北京宏登两回合4-2所淘汰。2005年乙级联赛，南昌八一凭借稳定的发挥最终以联赛冠军的身份和北京宏登队携手晋级中国足球甲级联赛。
冲甲成功后，球队原主教练李晓接替魏荣斌担任俱乐部副董事长兼总经理一职，主教练位置空缺。年底球队宣布由周穗安担任主教练，但仅仅两个月后周穗安即于赛季开始前突然离任，转由朱波接任主教练。2006年朱波带队开局五连败下课，李晓重新担任南昌八一队主教练最终以第11名完赛，完成了保级的任务，继而在2007赛季中球队取得了第5名的成绩。

#### 冲超失败与成功 (2008-2009年)
2008赛季，南昌八一俱乐部提出了冲超的目标。南昌八一不负众望，到了联赛的21轮，球队排名第2位，领先第三名的重庆力帆5分。但是到了关键的第22轮比赛中，南昌八一客场0-1输给了重庆力帆，形势开始对南昌不利。第24轮之后，南昌八一的领先优势只剩下了1分。第25轮，南昌八一在客场与青岛海利丰战成1-1，重庆力帆则1-0击败上海东亚，反超南昌八一1分。尽管最后一轮南昌八一1-0击败北京宏登，但重庆力帆也同时以3-2战胜南京有有。南昌八一队最后排名第3，与中超擦肩而过。
2008年11月27日，俱乐部总经理兼主教练李晓辞职。
2009赛季开始前，李晓以前在上海申花的队友、原陕西中新助理教练朱炯成为主教练，球队一举签下了徐文、刘寅涛、朱宝杰、李昊祯、郑科伟等十余名内援，以及哥伦比亚前国脚卡斯特里隆等外援。但南昌八一的冲超之路真可谓历经坎坷，在球队的前半赛季的12场比赛中，仅仅取得了5胜3平4负积18分的成绩。甚至一度连续五轮未能取得胜利。凭借后半赛季稳定的发挥，又以3-1战胜了最直接的竞争对手上海东亚，正是依靠着这场胜利反超东亚的1分，一直压制着上海东亚。虽然联赛仅过三轮之后，作客沈阳五里河奥体中心的南昌八一1-5惨败给沈阳东进，联赛第二名被上海东亚重新夺回，但在南昌八一溃败一周后，上海东亚也在自己的主场阴沟翻船2-3败给沈阳东进，最终在联赛收官战，南昌八一以6-1大胜南京有有，成功杀入2010年的中国足球超级联赛，江西省也首次拥有了自己的中超球队。

#### 参加中超联赛 (2010-2011年)
2010年，南昌队历史性首次参加中超联赛一开始就遭遇了三连败，其后球队在之后四轮比赛取得3胜1平，半程过后，南昌积15分位列积分榜倒数第三名。联赛下半程，把握住关键场次成功取分，最终球队在其的首个中超赛季也是勉强保级。
2011年赛季前，俱乐部与队中核心球员陈志钊因转会问题闹翻，陈志钊拒绝归队。球队实力大打折扣，本赛季的南昌队也是中超各队球员平均年鹷中最年轻的一支球队，半程过后，南昌15轮仅积8分排在倒数第二，但下半赛季球队在加大投入后狂夺20分，其中，球队在与两支最终降级的球队对赛成绩佔优，两胜成都谢菲联及对深圳红钻的1胜1负，都为他们奠定了良好的保级形势，结果南昌队提前一轮保级成功。

### 回迁上海 (2012年-)
2011年，亚足联对中超各俱乐部赛场进行第二次复查时，南昌八一体育场与首次检查时一样未能通过审核；此外，闸北区在上海世博会召开前拆除了闸北体育场。　　
2012年2月27日，俱乐部宣布回迁起点上海，更名为上海申鑫足球队，主场优先考虑浦东源深体育中心体育场；后因赛程冲突（浦东源深体育中心体育场要承办橄榄球和射箭两项国际赛事），俱乐部主场设在金山足球场，训练基地则租用位于奉贤的原中邦俱乐部洪庙基地。2012赛季中国足球超级联赛中，上海申鑫以讲究整体配合而著称，地面配合出色，但得分能力匮乏，总是得势不得分，最终以6胜12平12负的成绩排名联赛第15，后因大连实德资产转让予大连阿尔滨被取消资格而得以继续征战2013赛季中国足球超级联赛。2012赛季，上海申鑫主场平均入场人数达11,597人，甚至高于其前一赛季在南昌八一体育场10,462的主场平均入场人数。
2012年11月，上海申鑫足球俱乐部注册地正式变更回上海，并在截止日之前完成了提交2013赛季中超准入材料的工作；继2012赛季初签下前上海国际中场核心及队长上海籍球员王赟，再度签下为上海申花效力11赛季出场260场联赛（队史上唯一超过185场）的队长上海籍球员于涛，以显示扎根上海的决心，此外，出于上海海派文化对蓝色的热衷，上海申鑫2013赛季、2014赛季的主场球衣改成蓝色以强调本土化，并将2013赛季主场迁回市区，落户浦东源深体育中心体育场。2013赛季，上海申鑫在艰难中坚定前行，踏踏实实走完了回上海的第二个赛季，上海申鑫以联赛第七的成绩，力压同城中超兄弟申花和上港，成为2013赛季中超联赛上海足球版图上的第一名。
2014赛季，由于浦東源深体育中心体育场顶棚需要整修，上海申鑫主场再度设在金山足球场。2014年11月2日，中超联赛最后一轮比赛，提前保级的上海申鑫秉承了公平竞赛的精神，没有与对手打默契球、让分球，送大连阿尔滨降级。最终，上海申鑫以9胜6平15负的成绩排名联赛第11。
2014賽季的休賽期內，上海申鑫足球俱樂部日常辦公室遷往浦東源深體育中心體育場西區。2015賽季，上海申鑫主場再度迁至整修後的浦東源深體育中心體育場。2015年9月27日，随着主场0-4负于北京国安，上海申鑫提前3轮降级，结束了6年中超征程，成为2015赛季第一支降级的中超球队。 
2016赛季，上海申鑫主场第三次设在金山足球场。2016年3月11日下午，金山区体育局、金山区体育中心、上海申鑫足球俱乐部在金山区体育中心新闻大厅，举行战略合作签约仪式暨2016赛季上海申鑫足球俱乐部新闻发布会，正式对外宣布未来十年申鑫整体落户金山。申鑫将长期扎根在金山，投资扩建足球场地设施，把金山体育中心作为联赛主场、训练基地和生活基地。2016年9月13日，上海申鑫足球俱乐部正式入驻金山体育中心体育场训练基地。在此前的三个月里，金山体育中心已改建为拥有6片标准11人制天然足球场（5片外场加1片中心球场）、2片沙滩足球场、1片五人制人工球场和1片笼式足球场的规模。2016赛季，上海申鑫与深圳佳兆业同分，因相互比赛积分少而位列第10名。2017赛季，上海申鑫排名联赛第7。2018赛季，上海申鑫排名联赛第11。2019赛季中甲第15轮，上海申鑫坐镇主场1比7不敌来访的梅州客家，连续两场比赛丢球高达16粒；上海申鑫在半程联赛中只拿到了2场胜利和1场平局，其余12场全部失利，积分只有7分，打进16球，丢球高达50粒。2019赛季中甲第27轮，上海申鑫主场1比2不敌浙江绿城，提前三轮降级，正式告别中甲，成为2019赛季中甲首支降级队。最终，上海申鑫以3胜3平24负进30球失82球的成绩排名联赛第16。
2020年2月3日17點，中甲、中乙和中冠聯賽俱樂部提交《2019年俱樂部全額支付教練員、運動員、工作人員工資獎金確認表》的工作已結束，上海申鑫未提交後退出中國足球聯賽系統。球隊解散，但是申鑫俱樂部並沒有消失，俱樂部2020年2月底復工，處理球員轉會、梯隊轉讓等善後問題。

## 俱乐部架构
上海申鑫是一家多股东俱乐部，俱乐部的拥有者分別是上海衡源企业发展有限公司（97%）、上海金贸资产经营有限公司（1.5%）及上海市闸北体育场（1.5%）。闸北体育场作为股东之一，为球队2003年场租省下部分开销，而其他股东则提供了部分资金。而由于其它的出资方都来自上海，所以球队历届管理层中很多都是上海人，而球队中也有大量从前效力过其它上海球队的球员。

## 俱乐部文化

### 球迷组织
著名的球迷组织有《亮剑球迷会》《蓝色雄鑫球迷会》等。

### 队歌
《It's time》

## 俱乐部成绩

### 历年联赛战绩
| 赛季 | 联赛级别 | 场次 | 胜 | 平 | 负 | 进球 | 失球 | 净胜球 | 积分 | 排名 | 足协杯 | 备注           |
| 2003 | 三级     | 10   | -- | -- | -- | --   | --   | --     | --   | --   | --     | 分组预赛未出线 |
| 2004 | 三级     | 22   | 14 | 4  | 4  | 34   | 11   | 23     | 46   | 3    | --     | 进入决赛阶段   |
| 2005 | 三级     | 19   | 11 | 4  | 4  | 27   | 15   | 12     | 27   | 1    | --     | 升级           |
| 2006 | 二级     | 24   | 4  | 8  | 12 | 11   | 27   | -16    | 20   | 11   | 第一轮 |                |
| 2007 | 二级     | 24   | 10 | 6  | 8  | 26   | 26   | 0      | 36   | 5    | --     |                |
| 2008 | 二级     | 24   | 11 | 9  | 4  | 37   | 24   | 13     | 42   | 3    | --     |                |
| 2009 | 二级     | 24   | 14 | 5  | 5  | 48   | 22   | 26     | 47   | 2    | --     | 升级           |
| 2010 | 顶级     | 30   | 8  | 8  | 14 | 33   | 35   | -2     | 32   | 13   | --     |                |
| 2011 | 顶级     | 30   | 8  | 5  | 17 | 20   | 41   | -21    | 29   | 14   | 第三轮 |                |
| 2012 | 顶级     | 30   | 6  | 12 | 12 | 36   | 35   | 1      | 30   | 15   | 第三轮 |                |
| 2013 | 顶级     | 30   | 11 | 7  | 12 | 31   | 42   | -11    | 40   | 7    | 第四轮 |                |
| 2014 | 顶级     | 30   | 9  | 6  | 15 | 26   | 42   | -16    | 33   | 11   | 第五轮 |                |
| 2015 | 顶级     | 30   | 4  | 5  | 21 | 30   | 70   | −40    | 17   | 16   | 第三轮 | 降級           |
| 2016 | 二级     | 30   | 12 | 4  | 14 | 54   | 48   | 6      | 40   | 10   | 第四轮 |                |
| 2017 | 二级     | 30   | 10 | 10 | 10 | 53   | 42   | 11     | 40   | 7    | 半决赛 |                |
| 2018 | 二级     | 30   | 11 | 4  | 15 | 37   | 45   | −8     | 37   | 11   | 第四轮 |                |
| 2019 | 二级     | 30   | 3  | 3  | 24 | 30   | 82   | −52    | 12   | 16   | 第五轮 | 降級           |

- 2012赛季中国足球超级联赛，上海申鑫位列第15名，后因大连实德资产转让予大连阿尔滨被取消资格而得以继续征战2013赛季中国足球超级联赛。

### 俱乐部荣誉
| 榮譽                  | 次數     | 年度     |
| 本土聯賽              | 本土聯賽 | 本土聯賽 |
| --------------------- | -------- | -------- |
| 中国足球乙级联赛 冠军 | 1        | 2005年   |
| 中國足球甲級聯賽 季軍 | 1        | 2008年   |
| 中國足球甲級聯賽 亞軍 | 1        | 2009年   |

## 著名球員
| - 宋黎輝 - 鄭科偉 - 程曉鵬 - 李磊 - 陳志釗 - 朱建敏 - 王佳玉 - 姜至鵬 - 劉殿座 - 王贇 - 於濤 - 毛劍卿 - 張永海 | - 卡斯特裏隆 - 喬尼 - 安塞爾莫 - 薩利 - 安東尼奧 - 查爾頓 - 邁克爾 - 凱撒 - 賈洛維奇 - 林裕煥 - 烏塔卡 - 艾弗頓 - 丹尼爾 | - 埃杜阿爾多 - → 羅伯托·蕭初 - |

## 歷任主教練
| 姓名            | 任职时间 | 备注 |
| --------------- | -------- | ---- |
| 赵凯            | 2003-04  |      |
| 李晓            | 2004-05  |      |
| 周穗安          | 2005-06  |      |
| 朱波            | 2006     |      |
| 李晓            | 2006-08  |      |
| 朱炯            | 2009-13  |      |
| 郭光琪          | 2013     |      |
| 成耀东          | 2013-14  |      |
| 郭光琪          | 2014-15  |      |
| 刘俊威          | 2015     |      |
| 金相鎬          | 2016     |      |
| 盖瑞·怀特       | 2016     |      |
| 胡安·伊格纳西奥 | 2016-17  |      |
| 朱炯            | 2017-19  |      |